# James Francies
James Francies (* 1995 in Houston) ist ein amerikanischer Jazzmusiker (Piano, Keyboards, Komposition).

## Leben und Wirken
Francies begann mit dem Klavierspiel im Alter von vier Jahren, erhielt mit fünf Jahren klassischen Klavierunterricht und bald auch eine Ausbildung zum Kirchenmusiker. Mit sechs Jahren besuchte er ein Konzert von Joe Sample. Mit 14 Jahren leitete er seine erste Jazzband, um dann die High School for the Performing and Visual Arts seiner Geburtsstadt zu absolvieren; in dieser Zeit gehörte er bereits zum Next Generation Jazz Orchestra des Monterey Jazz Festivals, dem Thelonious Monk Institute All-Star Jazz Sextet und der Grammy Jazz Session Combo. Mit 18 Jahren zog er 2013 nach New York City, wo er mit einem Vollstipendium an der New School bei Joanne Brackeen studierte und bald zur Band von Jeff Tain Watts gehörte. Auch trat er mit Pat Metheny, Chris Potter und Marcus Miller auf, aber ebenso mit Questlove und R&B-Stars wie Childish Gambino, Anderson .Paak und Lauryn Hill. 
Zu seiner eigenen Band Kinetic gehören der Bassist Burniss Travis und Schlagzeuger Jeremy Dutton, mit denen Francies in Houston aufwuchs und seit mehr als zehn Jahren lang zusammenspielte, sowie der ebenfalls aus Houston stammende Gitarrist Mike Moreno. 2018 entstand mit dieser Band und Gästen wie Chris Potter, Joel Ross oder Sängerin Yebba für Blue Note Records sein Debütalbum Flight. Am zweiten Album Purest Form (2021) auf demselben Label sind zudem in wechselnden Besetzungen Altsaxophonist Immanuel Wilkins, Vibraphonist Joel Ross sowie die Vokalisten Elliott Skinner, Peyton Booker und Bilal beteiligt. Er ist auch auf Alben von Stefon Harris, Eric Harland, Marcus Strickland, Sasha Berliner (Onyx, 2022) und Marquis Hill: (New Gospel Revisited, 2022) zu hören.